# Vaux, Moselle
Vaux là một xã trong vùng Grand Est, thuộc tỉnh Moselle, quận Metz-Campagne, tổng Ars-sur-Moselle. Tọa độ địa lý của xã là 49° 05' vĩ độ bắc, 06° 04' kinh độ đông. Vaux nằm trên độ cao trung bình là 230 mét trên mực nước biển, có điểm thấp nhất là 167 mét và điểm cao nhất là 353 mét. Xã có diện tích 6,63 km², dân số vào thời điểm 2005 là 872 người; mật độ dân số là 132,1 người/km².

## Thông tin nhân khẩu
| 1962 | 1968 | 1975 | 1982 | 1990 | 1999 |
| ---- | ---- | ---- | ---- | ---- | ---- |
| 551  | 594  | 667  | 763  | 784  | 853  |